# Деннер, Иоганн Кристоф
Иога́нн Кри́стоф Де́ннер (13 августа 1655, Лейпциг — 20 апреля 1707, Нюрнберг) — немецкий музыкальный мастер, считающийся изобретателем кларнета.

## Биография
Деннер родился в семье токаря Генриха Деннера, занимавшегося также изготовлением и настройкой духовых музыкальных инструментов. В 1666 году отец и сын переехали в Нюрнберг, где в 1678 году молодой Деннер открыл первую фабрику по производству инструментов. В дальнейшем семейное дело продолжили сыновья Иоганна Деннера — Якоб и Иоганн Давид. До наших дней сохранилось 68 инструментов, автором которых считается Деннер.
Наибольшую известность Деннер получил как изобретатель кларнета. С 1680-х годов он работал над усовершенствованием конструкции старинного духового инструмента — шалюмо, и около 1690 года в результате различных экспериментов был получен новый инструмент, названный кларнетом.
Некоторые исследователи оспаривают как дату появления кларнета, так и приоритет Деннера в авторстве этого изобретения. Единственный сохранившийся кларнет, считающийся работой самого Деннера, хранится в Калифорнийском университете в Беркли, второй существовавший инструмент был утрачен во время Второй мировой войны. Первое же сохранившееся упоминание о кларнете в печати датировано 1710 годом, то есть три года после смерти Деннера.